# Gastrotheca piperata
Gastrotheca piperata es una especie de anfibios de la familia Amphignathodontidae.
Es endémica de Bolivia.
Su hábitat natural incluye montanos tropicales o subtropicales secos y marismas intermitentes de agua dulce.
Está amenazada de extinción por la pérdida de su hábitat natural.